# Сапёрная улица (Пушкин)
Сапёрная улица — улица в городе Пушкине (Пушкинский район Санкт-Петербурга). Проходит от Павловского до Гатчинского и Красносельского шоссе.

## История

### Исторические названия улицы
- Задняя дорога по валу (1780-е годы — 1 (13) апреля 1832)
- Сапёрная улица (1 (13) апреля 1832 — 23 апреля 1923) — по находившимся здесь казармам запасной гвардейской роты лейб-гвардии Сапёрного батальона.
- улица Красной Артиллерии (23 апреля 1923 — 7 июля 1993) — по располагавшимся на улице казармам Офицерской артиллерийской школы стрельбы.

### Формирование улицы
Согласно плану основанного в 1779 году уездного города Софии, с юга его ограничивал вал. При этом параллельно ему была проложена улица. Интересно, что именно она была наиболее плотно застроена и выделялась уровнем благоустройства относительно остальных улиц города. Летом 1783 года она, одна из первых в городе, была замощена камнем. Тогда же по валу были высажены берёзы, а по трассе установлены фонарные столбы. По северной стороне улицы находились дома городничего, лекаря, стряпчего, причтов Царе-Константиновской церкви и Софийского собора, фабрики (полотняная, прядильная и шёлковая), торговые лавки, питейный дом и винные магазейны. С южной стороны, за валом и рвом, находилась выгонная земля.
В 1835 году, при составлении генералом Я. В. Захаржевским плана застройки Софии, ставшей военным предместьем, улица сохранила своё пограничное значение, но уже Царского Села. Тогда Сапёрная улица заканчивалась перекрёстком с Гусарской улицей. По её северной стороне располагались уже казённые и военные заведения.
Продолжение улицы до Красносельского шоссе было устроено уже в середине XX века.

## Здания и сооружения

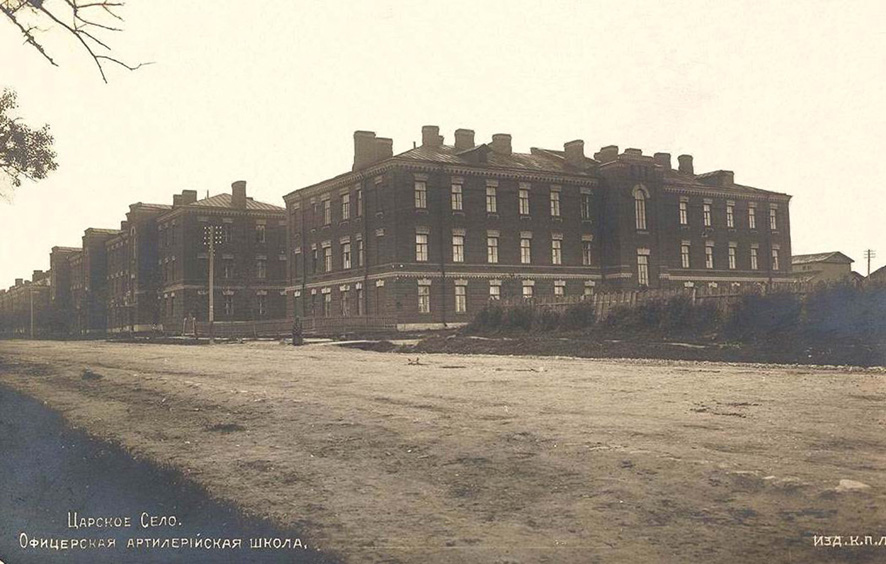
Казармы Офицерской артиллерийской школы. Вид с Сапёрной улицы

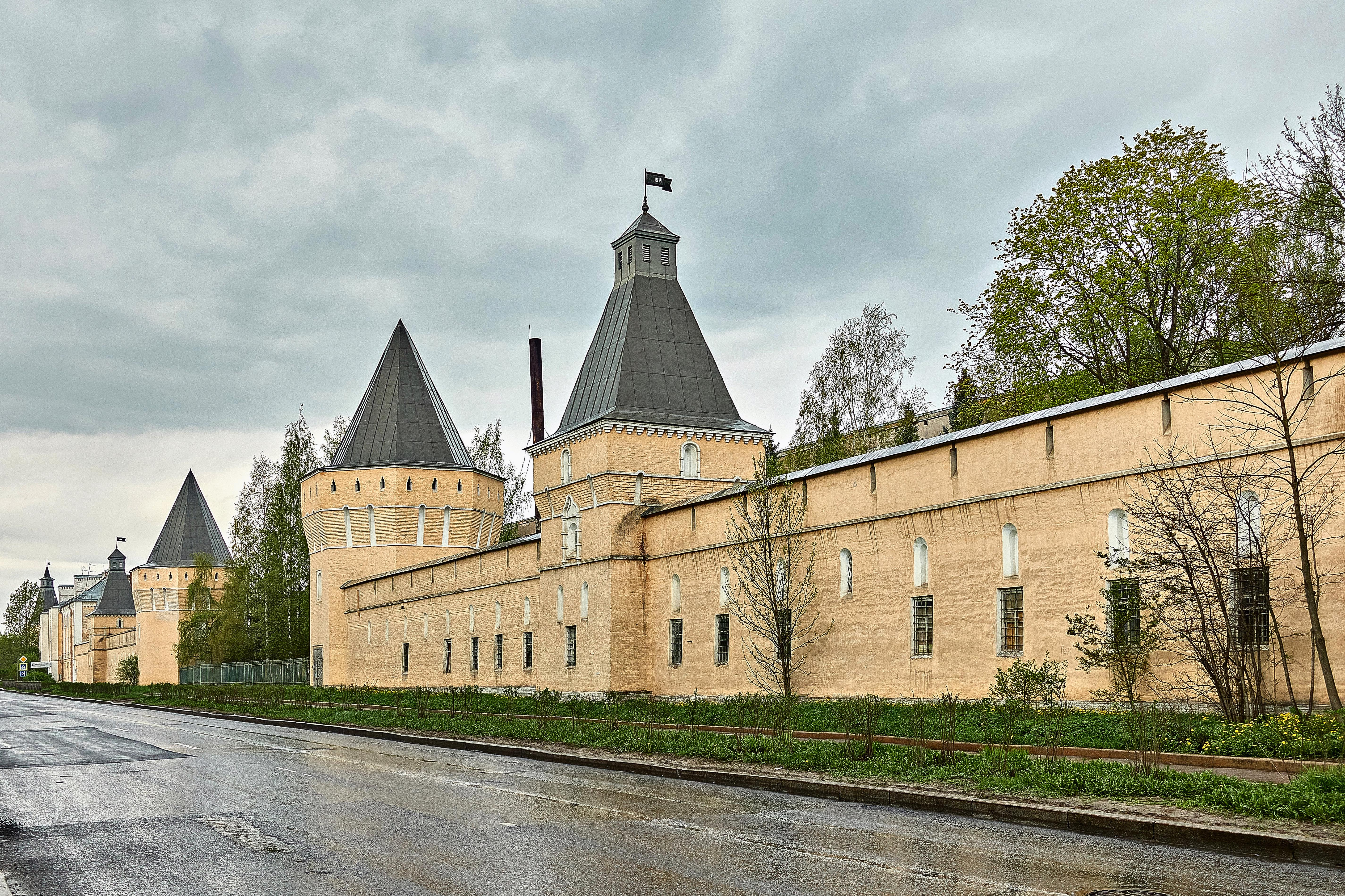
«Покровский городок». Вид с Сапёрной улицы

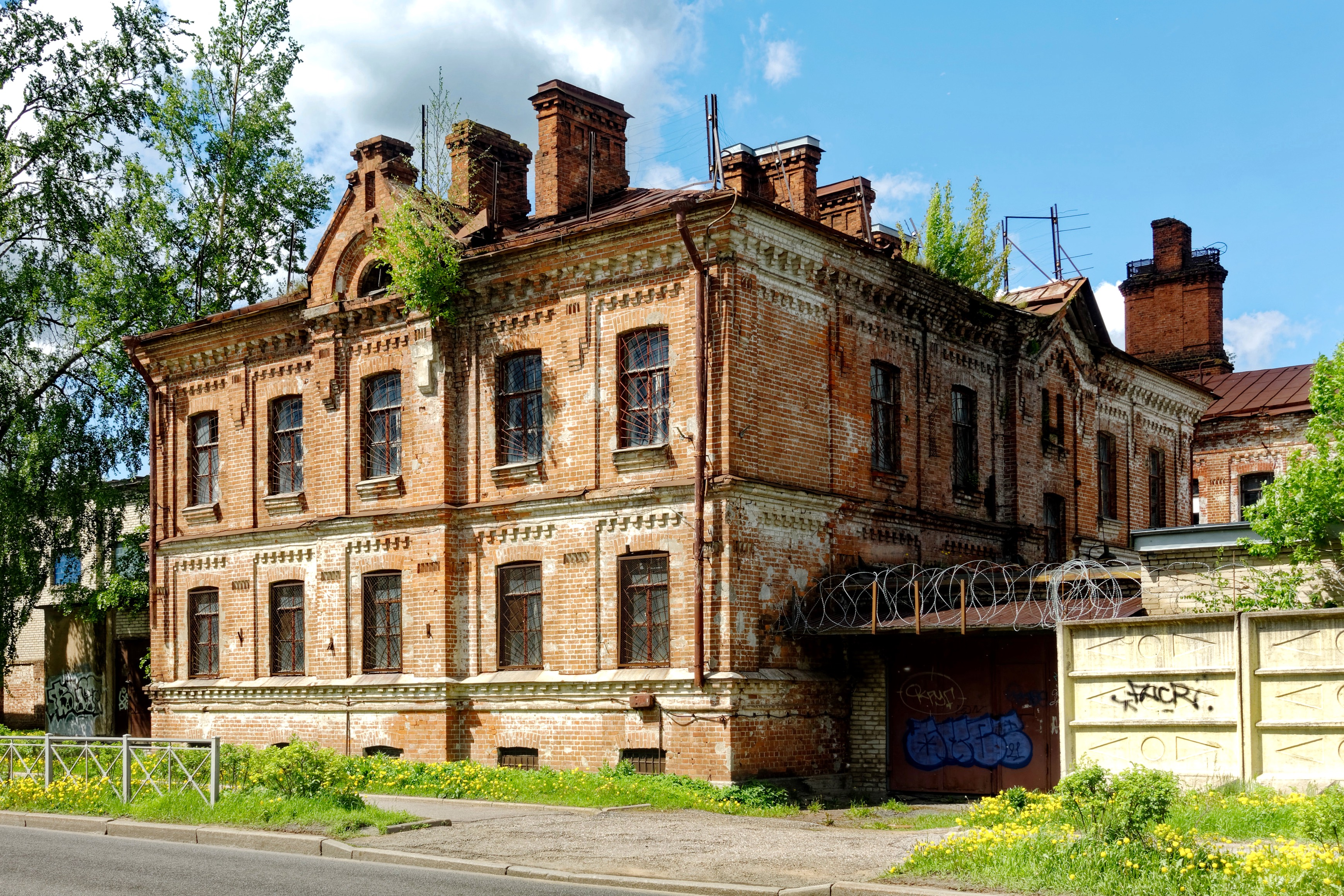
Здание бывшей Царскосельской уездной тюрьмы

- Дом 9. Школа-интернат № 67[2]. Здание построено в 1961 году.
- Дом 12. Корпус Пушкинского гарнизонного госпиталя[3] — в прошлом территория Офицерской артиллерийской школы.
- Дома 14—20. Здания бывших казарм Офицерской артиллерийской школы. Построены в 1905 году на месте бывших казарм Образцового пехотного полка.
- Дом 35. Отделение Ленгаза (газонаполнительный пункт № 3).
- Дома 22—30. Комплекс зданий бывших казарм лейб-гвардии 3-го стрелкового его величества полка (так называемый «Покровский городок»). Построен в 1914—1916 годах по проекту архитектора В. А. Покровского на месте огородов лейб-гвардии кирасирского его величества полка. До 2012 года здесь располагался 8-й факультет военно-космической академии имени А. Ф. Можайского.
- На территории дома 34А находился дом мещанина С. П. Шуванова, создателя парка Царскосельских маршрутных таксомоторов. В 1915 году он отправился на войну, передав здание под лазарет Общества Красного Креста.
- Дом 34И. Здание бывшей Царскосельской уездной тюрьмы. Построено в 1902—1904 годах архитектором А. Г. Трамбицким. Относится вместе с соседними постройками к Санкт-Петербургскому институту повышения квалификации работников ФСИН России[4].
- Памятник воинам — участникам боевых событий новейшего времени. На пересечении с Гусарской улицей.
- Дом 61А. Ветеринарная станция[5].
- Дом 67. Пушкинский завод пластмасс[6].
- Дом 69. Завод прицепной техники и автомобильных надстроек[7].
- Дом 79. Завод ООО «Райпотребкооперация»[8].
- Дом 79/1. Санкт-Петербургский филиал ОАО «Сан ИнБев», бывший пивоваренный завод «Тинькофф».

## Перекрёстки
- Павловское шоссе
- улица Радищева
- Гражданская улица
- Кадетский бульвар / улица Ломоносова
- Огородная улица
- Гусарская улица
- Стрелковая улица
- Гвардейский бульвар
- Тиньков переулок
- Госпитальный переулок
- Красносельское шоссе / Гатчинское шоссе